# باربرو ألفينغ
باربرو ألفينغ (12 يناير 1909 - 22 يناير 1987) صحفية وكاتبة سويدية ، وناشطة سلمية ونسوية ، كتبت للصحيفة السويدية داجينز نيهتر والمجلات إيدون وفيكو جورنال. كتبت من مشاهد مختلفة أثناء الحرب الأهلية الإسبانية والحرب العالمية الثانية والحرب الباردة.

## روابط خارجية
- Barbro Alving Society
- Stockholm Public Library